# Begonia palmeri
Begonia palmeri là một loài thực vật có hoa trong họ Thu hải đường. Loài này được S.Watson mô tả khoa học đầu tiên năm 1886.